# Liste der Straßen und Plätze in Flensburg/P
| Name                                                   | Hintergrund | Koordinate                               | Schild |
| ------------------------------------------------------ | --- | ---------------------------------------- | ------ |
| Parkhof Parkgården                                     | Siehe Parkhof | Lage, Mürwik (PLZ 24944)                 |        |
| * Parkstraße                                           | Der Weg, der ursprünglich zur Mürwiker Ziegelei führte, erhielt den besagten Namen erst im Jahr 1911. Siehe zum Namenshintergrund unter Parkhof. Die Parkstraße wurde schon nach dem Zweiten Weltkrieg in Swinemünder Straße umbenannt. Siehe dort. | Lage, Mürwik                             |        |
| Parsevalstraße Parsevalgade                            | 1930 offiziell nach dem Luftschiff-Konstrukteur August von Parseval benannt. Am 4. November 1910 war in Flensburg das Luftschiff P VI (Parseval) eingetroffen. | Lage, Jürgensby (PLZ 24943)              |        |
| Paul-Ziegler-Straße                                    | Benannt nach dem Architekten Paul Ziegler. | Lage, Nordstadt (PLZ 24939)              |        |
| Peelwatt Pælevad                                       | Nach dem Bach Peelwatt in der Südstadt benannt. | Lage, Südstadt (PLZ 24941)               |        |
| Pellwormer Weg Pelvormvej                              | Benannt nach Pellworm. Sie liegt an der Husumer Straße, nahe dem Hooger Weg. | Lage, Weiche (PLZ 24941)                 |        |
| Peter-Christian-Hansen-Weg Peter Christian Hansens Vej | Benannt nach Peter Christian Hansen. Beim Weg hängt ein Gedenkschild mit dem Wortlaut: „Peter-Christian-Hansen, 1853–1935, Gründer des Flensburger Arbeiter Bauvereins“. | Lage, Westliche Höhe (PLZ 24939)         |        |
| Petersgang                                             | Der Petersgang liegt in der Nordstadt. Er wurde nach Heinrich Peters (1874–1961) benannt, der als Vorsitzender einer Baugenossenschaft die dortige Villenkolonie mitverwirklichte. | Lage, Nordstadt (PLZ 24939)              |        |
| Petritreppe Petritrappen                               | Straße im Bereich der Kirchengemeinde von St. Petri | Lage, Nordstadt (PLZ 24939)              |        |
| Peukertgang                                            | Nach dem Flensburger Bürger Alex Peukert, der sich nach dem Zweiten Weltkrieg für die Wiederherstellung und Pflege des Ostseebades einsetzte. | Lage, Nordstadt (PLZ 24939)              |        |
| Pfauenaugenhof                                         | Benannt nach Pfauenaugen (Schmetterlinge). | Lage, Weiche (PLZ 24941)                 |        |
| * Pferdekoppel                                         | Ist ein seit dem 18. Jahrhundert bezeugter Flurname im Gebiet von Sünderup. Auf der dortigen Koppel weideten offenbar Pferde. Seit den 1970er Jahren hieß in dem Bereich wohl ein Weg oder eine Straße Pferdekoppel. Auf heutigen Karten ist die Straße nicht mehr eingetragen. (Im Übrigen wurde auch der Bereich Hestoft im 18. Jahrhundert Pferdekoppel genannt. Heutzutage befindet sich im Vorort Harrislee zudem eine Straße mit dem Namen Pferdekoppel.) | Lage unklar                              |        |
| Philipp-Lassen-Koppel Philipp Lassens Koppel           | Philipp Lassen hieß der ehemalige Eigentümer der Koppel. | Lage, Jürgensby (PLZ 24943)              |        |
| Philipp-Reis-Straße Philipp Reis' Gade                 | Benannt nach Philipp Reis. | Lage, Weiche (PLZ 24941)                 |        |
| Pielweg                                                | Der Pielweg ist ein Gehweg, der Sünderup und Hochfeld miteinander verbindet. Dazwischen befindet sich ein Spielplatz. Zudem führt der Weg weiter Richtung Tastrup. Die Herkunft des Namens ist offenbar unklar. | Lage, Tarup (PLZ 24943)                  |        |
| Pilkentafel                                            | An der Straße im sogenannten Kapitänsviertel stand ab spätestens 1612 ein Gasthaus, das von vielen Seeleuten besucht wurde und 1771 durch einen Neubau, die „Ellefsburg“, ersetzt wurde. Dort konnte an der „Pilkentafel“ (mittelniederdeutsch: pilketafel, das heißt „lange Spieltafel“), an einem Billardtisch Billard gespielt werden. Seefahrer aus Hamburg und holländischen Häfen führten das in Flensburg noch unbekannte Spiel ein, bei dem man an einem langen Tisch kleine Bälle, die man „Pilke(n)“ nannte, in Richtung kleiner Kegel stieß. Das Spiel gab erst dem Wirtshaus und später der Straße seinen Namen. Im ehemaligen Gasthaus hat seit Anfang der 1980er-Jahre die Theaterwerkstatt Pilkentafel ihren Sitz. | Lage, Jürgensby (PLZ 24937)              |        |
| Pinienhof Piniegården                                  | Benannt nach der Baumart Pinie. Die benachbarten Straßen wurden ebenfalls nach Baumarten benannt. | Lage, Mürwik (PLZ 24944)                 |        |
| Pirschgang Pürschegangen                               | Mit „Pirsch-“ ist die Pirsch beziehungsweise das Anpirschen gemeint. In der Nähe befindet sich der Handewitter Forst. | Lage, Weiche (PLZ 24941)                 |        |
| Plankemai Plankemaj                                    | Der Bereich der Plankemai (= Wasserwiese) bestand zum Beginn des 18. Jahrhunderts aus verlandetem und neu gewonnenem Land, auf dem Gras wuchs und Vieh weidete. „Mai“ bedeutet daher „Wiese“ und das Wort „Planke“ verweist auf Plankwerk, das früher in dem Bereich existierte und den Boden befestigte (vgl. auch Niedermai). | Lage, Jürgensby (PLZ 24937)              |        |
| Platz der Gärtner                                      | Auf dem Platz der Gärtner steht ein Deserteursdenkmal. Das Denkmal wurde 1994 hergestellt und fand zunächst zu wenig Zustimmung. Erst Anfang 2014 wurde es auf dem Platz der Gärtner aufgestellt. | Lage, Flensburger Innenstadt (PLZ 24937) |        |
| Preesterbarg                                           | Die Straße Preesterbarg ist eine Erschließungsstraße zum Holländerhof. Vor der Einrichtung der Straße war der Holländerhof nur über den benachbarten Hof Klein Adelbylund erreichbar. Die große Anzahl der Besucher störte den Besitzer von Klein Adelbylund Peter Erichsen sehr, weshalb die Straße realisiert wurde. Links und rechts der Straße entstand zudem ein Neubaugebiet. Der Straßenname ist Niederdeutsch und bedeutet „Priesterberg“. Die Straße liegt bei Adelbylund. Die Straße liegt nicht weit entfernt von der Adelbyer Johanniskirche. | Lage, Sandberg (PLZ 24943)               |        |
| Pregelstieg Pregelsti                                  | Benannt nach dem Fluss Pregel, in Verbindung mit Stieg. — Mit dem Ende des Zweiten Weltkrieges kamen viele Flüchtlinge und Heimatvertriebene nach Flensburg. Die Stadt wuchs. Viele Flensburger Straßennamen erinnern an die alte Heimat von Zugewanderten, so auch dieser. | Lage, Fruerlund (PLZ 24943)              |        |
| Preußerstraße Preußergade                              | Benannt nach Ludwig Theodor Preußer. | Lage, Jürgensby (PLZ 24943)              |        |
| Professor-Mensing-Straße Professor Mensings Gade       | Benannt nach dem niederdeutschen Sprachforscher Otto Mensing. | Lage, Friesischer Berg (PLZ 24937)       |        |

Fußnoten
1. ↑  Lutz Wilde: Denkmaltopographie Bundesrepublik Deutschland, Kulturdenkmale in Schleswig-Holstein. Band 2, Flensburg, Seite 67
2. ↑  Einsamer Tod und Idylle am Hang: Flensburgs Blankenese (beziehungsweise dort), vom: 4. Juli 2009; abgerufen am: 25. Februar 2018
3. ↑  Schriften der Gesellschaft für Flensburger Stadtgeschichte (Hrsg.): Flensburg in Geschichte und Gegenwart. Flensburg 1972, Seite 406
4. ↑  Vgl. auch: Stadtarchiv Flensburg: Batteriestraße 33, Mietverhältnis Alex Peukert sowie Gartengrundstück Batteriestraße 33 Ecke Trollseeweg an der Fischfabrik Fa. Haagensen & Neumann bzw. ehem. Brauerei mit Brauhaus und Brauereikeller; Pächter Alex Peukert; abgerufen am: 10. März 2015
5. ↑  Vgl. Stadtarchiv Flensburg: Katasterkarte/Flurkarte Nr. 10 - Gemarkung Sünderup Nr. 141 Flur 3 - Kreis Flensburg-Land, abgerufen am: 17. Februar 2015
6. ↑  Straßenbenennungen für den Bebauungsplan "Hochfeld" (Nr. 236), S. 1
7. ↑  Dieter Pust: Flensburgs Straßennamen (= Kleine Reihe der Gesellschaft für Flensburger Stadtgeschichte. Heft 19). 1. Auflage. Gesellschaft für Flensburger Stadtgeschichte, Flensburg 1990, ISBN 3-925856-11-0, Pilkentafel, S. 250–251.
8. ↑  Flensburg – Geschichte einer Grenzstadt. Hrsg. von der Gesellschaft für Flensburger Stadtgeschichte. Flensburg 1966, Seite 182 f.
9. ↑  Flensburger Tageblatt: Flensburg: Ein Denkmal, das keiner will, vom: 9. Februar 2012; abgerufen am 12. März 2015
10. ↑  Flensburger Tageblatt: Mutig oder oberflächlich?: Wort und Ort für Denkmal gesucht, vom: 27. März 2012; abgerufen am 12. März 2015
11. ↑  Flensburger Tageblatt: Zwei Höfe - gewachsen zum Stadtteil, vom: 30. Juli 2011; abgerufen am: 2. März 2015
12. ↑  Wolfgang Lindow: Plattdeutsch-hochdeutsches Wörterbuch. 5. Auflage. 1998, Eintrag: Preester und Barg
13. ↑  Flensburger Tageblatt: Zwei Höfe - gewachsen zum Stadtteil, vom: 30. Juli 2011; abgerufen am: 2. März 2015